# Juan Simeón Vidarte
Juan Simeón Vidarte y Franco Romero (Llerena, 8 de mayo de 1902-Ciudad de México, 29 de agosto de 1976) fue un abogado y político español, vicesecretario general del PSOE entre 1932 y 1939, y secretario del Congreso de los Diputados durante la primera legislatura de la Segunda República (1931-1933). Terminada la guerra civil española, se exilió en México.

## Biografía
Vidarte llegó a Madrid en 1918 para estudiar Derecho. Durante la dictadura de Primo de Rivera se inició en la masonería y se afilió, a principios de 1930, a las Juventudes Socialistas, ingresando en el PSOE, a través de la Agrupación Socialista Madrileña. Dentro de la organización juvenil, fue vocal en la dirección nacional (1930 a 1932) y vicesecretario (1932 a 1934).
Pertenecía al sector centrista del PSOE, liderado por Indalecio Prieto. En el XIII Congreso del partido, celebrado en octubre de 1932, fue elegido vicesecretario de la Comisión Ejecutiva del PSOE, bajo la presidencia de Largo Caballero, puesto que ocupó hasta el fin de la Guerra Civil y la desarticulación de la dirección socialista.
Durante el periodo republicano, fue elegido tres veces consecutivas diputado por la circunscripción de Badajoz, en las elecciones de 1931 (con 127 419 votos), 1933 (con 137 023 votos) y 1936 (con 168 069 votos de 409 878 electores, resultando el quinto candidato más votado tras José Aliseda Olivares). Su actividad parlamentaria fue intensa: fue secretario primero de las Cortes y miembro de la Comisión de Gobierno Interior durante la legislatura 1931-1933; miembro de la comisión de Reglamento durante la legislatura 1933-1936; y de las Comisiones de Gobernación, de Incompatibilidades, de Justicia (suplente y titular) y de la de Actas y Calidades en la legislatura 1936-1939. Fue también vocal del Jurado Mixto de Teléfonos y vicepresidente del Consejo de Corporación de Banca (por designación del ministro de Trabajo Francisco Largo Caballero), durante la primera legislatura republicana, y fiscal del Tribunal de Cuentas de la República desde junio de 1936.
Durante la guerra civil, y como miembro de la Comisión Ejecutiva del PSOE, ya controlada totalmente por la facción centrista, así como amigo personal tanto de Prieto como de Negrín, tuvo responsabilidades gubernamentales desde la constitución del primer gobierno de Largo Caballero, en septiembre de 1936. Tras el nombramiento de Juan Negrín como ministro de Hacienda, formó parte de su gabinete como responsable de misiones especiales ante bancos extranjeros. Con la llegada de Negrín a la presidencia del Consejo, Vidarte fue subsecretario del Ministerio de la Gobernación con Julián Zugazagoitia de titular. Fue también ministro plenipotenciario del Gobierno de la República en México (enviado en octubre de 1937 por el presidente del Consejo,  Juan Negrín, para hacer gestiones ante el presidente Lázaro Cárdenas para que México acogiera a los refugiados republicanos españoles en caso de que se perdiera la guerra) y cónsul general de España en Tánger. El 1 de febrero de 1939 fue uno de los diputados que participaron en la reunión de Cortes del castillo de Figueras, la última realizada por las Cortes republicanas en territorio español.
Terminada la Guerra, se exilió en México, adonde llegó desde el norte de África en 1941. En el exilio se mantuvo apartado de la actividad política, si bien fue expulsado del partido junto con otros 35 partidarios de Negrín en abril de 1946, y se dedicó a escribir sus memorias y recuerdos (publicadas desde 1973 a 1978 en cuatro volúmenes) y a la actividad masónica. Falleció el 29 de agosto de 1976 en la Ciudad de México.
El 24 de octubre de 2009, en un acto celebrado en la sede del PSOE en Madrid, se procedió a la entrega de carnets de los rehabilitados, recogiendo el suyo su hija Diana Vidarte de Linares venida desde México de manos de Alfonso Guerra y Leire Pajín (secretaria de Organización), de acuerdo con una Resolución del 37 Congreso Federal celebrado en Madrid en julio de 2008, fue readmitido a título póstumo en el PSOE, junto con otros 35 afiliados expulsados en 1946, entre los que se contaban nombres como Juan Negrín, Ramón Lamoneda, Amaro del Rosal y Max Aub.

## Publicaciones
- Tempestad en África. De Gaulle contra Petain, México, 1941
- Ante la tumba de Lázaro Cárdenas, México, 1971
- Todos fuimos culpables. Testimonio de un socialista español, México, 1973. Edición posterior en España, Barcelona, Grijalbo, 1978
- Las Cortes constituyentes de 1931-1933, Barcelona, Grijalbo, 1976
- No queríamos al Rey: testimonio de un socialista español, Barcelona, 1977
- El bienio negro y la insurrección de Asturias: testimonio, Barcelona, 1978
- Prólogo del libro de Ramón Martínez Zaldua, Historia de la Masonería en Hispanoamérica ¿Es o no Religión la Masonería?, Costa Amic Editor, 1968.